# Championnat du Brésil de football 2004
Navigation
Saison précédente Saison suivante
La saison 2004 du Championnat du Brésil de football est la trente-troisième édition du championnat de première division au Brésil. Les vingt-quatre meilleurs clubs du pays disputent le championnat, joué sous forme d'une poule unique où toutes les équipes se rencontrent deux fois, à domicile et à l'extérieur. À l'issue de la saison, afin de permettre le passage du championnat à 22 formations, les quatre derniers du classement sont relégués et remplacés par les deux meilleurs clubs de deuxième division.
C'est le club de Santos qui est sacré champion du Brésil cette saison après avoir terminé en tête du classement final, avec trois points d'avance sur l'Atlético Paranaense et sept sur São Paulo FC. Il s’agit du huitième titre de champion du Brésil de l’histoire du club. Le tenant du titre, Cruzeiro Esporte Clube, ne termine qu'à la treizième place du classement.

## Qualifications continentales
Le champion du Brésil et ses trois suivants au classement final se qualifient pour la Copa Libertadores 2005, tout comme le vainqueur de la Coupe du Brésil. Huit places sont distribuées pour la Copa Sudamericana 2005, principalement en fonction du classement final en championnat.

## Les clubs participants
| - Cruzeiro EC - Santos FC - São Paulo FC - AD São Caetano - Coritiba FC - SC Internacional - Atlético Mineiro - CR Flamengo - Goiás EC - Paraná Clube - Figueirense FC - Atlético Paranaense | - Guarani FC - Criciúma EC - SC Corinthians - EC Vitória - CR Vasco da Gama - EC Juventude - Fluminense FC - Club Atlético Juventud - Grêmio Porto Alegre - AA Ponte Preta - Paysandu SC - SE Palmeiras - Promu de D2 - Botafogo - Promu de D2 |

## Compétition
Le barème utilisé pour établir les classements est le suivant :
- Victoire : 3 points
- Match nul : 1 point
- Défaite : 0 point

### Classement final
| Rang | Équipe              | Pts | J  | G  | N  | P  | Bp  | Bc | Diff |
| ---- | ------------------- | --- | -- | -- | -- | -- | --- | -- | ---- |
| 1    | Santos              | 89  | 46 | 27 | 8  | 11 | 103 | 58 | +45  |
| 2    | Atlético Paranaense | 86  | 46 | 25 | 11 | 10 | 93  | 56 | +37  |
| 3    | São Paulo FC        | 82  | 46 | 24 | 10 | 12 | 78  | 43 | +35  |
| 4    | SE PalmeirasP       | 79  | 46 | 22 | 13 | 11 | 72  | 47 | +25  |
| 5    | SC Corinthians      | 74  | 46 | 20 | 14 | 12 | 54  | 54 | 0    |
| 6    | Goiás EC            | 72  | 46 | 21 | 9  | 16 | 81  | 68 | +13  |
| 7    | EC Juventude        | 70  | 46 | 20 | 10 | 16 | 60  | 66 | -6   |
| 8    | SC Internacional    | 67  | 46 | 20 | 7  | 19 | 66  | 59 | +7   |
| 9    | Fluminense FC       | 67  | 46 | 18 | 13 | 15 | 65  | 68 | -3   |
| 10   | AA Ponte Preta      | 64  | 46 | 19 | 7  | 20 | 43  | 73 | -30  |
| 11   | Figueirense FC      | 63  | 46 | 17 | 12 | 17 | 57  | 59 | -2   |
| 12   | Coritiba FC         | 62  | 46 | 15 | 17 | 14 | 53  | 48 | +5   |
| 13   | Cruzeiro ECT        | 56  | 46 | 16 | 8  | 22 | 69  | 81 | -12  |
| 14   | Paysandu SC         | 56  | 46 | 14 | 14 | 18 | 56  | 76 | -20  |
| 15   | Paraná Clube        | 54  | 46 | 15 | 9  | 22 | 52  | 73 | -21  |
| 16   | CR Vasco da Gama    | 54  | 46 | 14 | 12 | 20 | 64  | 68 | -4   |
| 17   | CR Flamengo         | 54  | 46 | 13 | 15 | 18 | 51  | 53 | -2   |
| 18   | AD São Caetano -24  | 53  | 46 | 23 | 8  | 15 | 65  | 49 | +16  |
| 19   | Atlético Mineiro    | 53  | 46 | 12 | 17 | 17 | 60  | 66 | -6   |
| 20   | BotafogoP           | 51  | 46 | 11 | 18 | 17 | 62  | 71 | -9   |
| 21   | Criciúma EC         | 50  | 46 | 13 | 11 | 22 | 61  | 78 | -17  |
| 22   | Guarani FC          | 49  | 46 | 11 | 16 | 19 | 43  | 55 | -12  |
| 23   | EC Vitória          | 48  | 46 | 9  | 12 | 25 | 60  | 80 | -20  |
| 24   | Grêmio Porto Alegre | 39  | 46 | 10 | 11 | 21 | 47  | 67 | -20  |

|  | Qualification pour la Copa Libertadores 2005 et la Copa Sudamericana 2005 |
|  | Qualification pour la Copa Libertadores 2005                              |
|  | Qualification pour la Copa Sudamericana 2005                              |
|  | Relégation directe en deuxième division                                   |
|  | T : Tenant du titre P : Promu de deuxième division                        |

- La formation de São Caetano reçoit une pénalité de 24 points pour avoir fait jouer Serginho, décédé le 27 octobre 2004 lors de la rencontre de la 38e journée face à São Paulo FC, alors qu'elle était au courant de ses problèmes cardiaques.

## Bilan de la saison
| Championnat du Brésil de football 2004 | |
| Champion                               | Santos (8e titre) |
| Coupes et trophées                     | |
| Vainqueur de la Coupe du Brésil 2004   | Esporte Clube Santo André (Serie B)                                                                                                  |
| Qualifications continentales           | |
| Copa Libertadores 2005                 | Santos Atlético Paranaense São Paulo FC Esporte Clube Santo André (vainqueur de la Coupe du Brésil) SE Palmeiras (tour préliminaire) |
| Copa Sudamericana 2005                 | Santos FC São Paulo FC SC Corinthians SC Internacional Goiás EC EC Juventude Fluminense FC Cruzeiro EC                               |
| Promotions et relégations              | |
| Promus en Brasileiro                   | Fortaleza EC |
| Promus en Brasileiro                   | Brasiliense |
| Relégués en Serie B                    | Criciúma EC |
| Relégués en Serie B                    | Guarani FC |
| Relégués en Serie B                    | EC Vitória |
| Relégués en Serie B                    | Grêmio Porto Alegre |